# گوشه‌دارپولکان
گوشه‌دارپولکان(نام علمی: Goniopholididae) نام یک تیره از فراسوسماران است.